# Insulodrilus litoralis
Insulodrilus litoralis is een ringworm uit de familie van de Phreodrilidae. De wetenschappelijke naam van de soort werd voor het eerst geldig gepubliceerd in 1924 door Michaelsen als Hesperodrilus litoralis.